# Нууча (река)
Нууча — река в Алданском районе Якутии, левый приток Селигдара. Устье находится в 83 км по левому берегу Селигдара. Длина реки — 18 км.

## Данные водного реестра
По данным государственного водного реестра России относится к Ленскому бассейновому округу, водохозяйственный участок реки — Алдан от истока до в/п г.Томмот, речной подбассейн реки — Алдан. Речной бассейн реки — Лена.
Код объекта в государственном водном реестре — 18030600112117300002879.